# Тъскиджи
Тъскиджи (на английски: Tuskegee) е град в окръг Мейкън, Алабама, Съединени американски щати. Намира се на 50 km източно от Монтгомъри. Населението му е около 9865 души (2010).
В Тъскиджи е родена общественичката Роза Паркс (1913 – 2005), както и певецът от 80-те години Лайнъл Ричи.